# Раковица (Арђеш)
Раковица (рум. Racovița) насеље је у Румунији у округу Арђеш у општини Миовени. Oпштина се налази на надморској висини од 327 m.

## Становништво
Према подацима из 2002. године у насељу је живело 1721 становника.

### Попис2002.
| Расподела становништва по националности 2002.‍ | Расподела становништва по националности 2002.‍ | Расподела становништва по националности 2002.‍ | Расподела становништва по националности 2002.‍ | Расподела становништва по националности 2002.‍ |
| --------------------------------------------- | --------------------------------------------- | --------------------------------------------- | --------------------------------------------- | --------------------------------------------- |
|                                               |                                               |                                               |                                               |                                               |
| Румуни                                        | Румуни                                        |                                               | 1.655                                         | 96,2%                                         |
| Роми                                          | Роми                                          |                                               | 65                                            | 3,8%                                          |